# Sarcosperma ovatifolium
Sarcosperma ovatifolium är en tvåhjärtbladig växtart som beskrevs av François Gagnepain. Sarcosperma ovatifolium ingår i släktet Sarcosperma och familjen Sapotaceae. Inga underarter finns listade i Catalogue of Life.